# Irwin Silber
Irwin Silber (17 de Outubro de 1925 — 8 de setembro de 2010) foi um jornalista, editor, publicador, ativista político americano e o co-fundador e editor desde sempre da revista Sing Out! de 1951 até 1967. Silber foi talvez mais conhecido por seus escritos sobre folk music e músicos até abandonar a revista e começar a escrever para a Guarda Nacional. Sua criação da Oak Publications foi responsável pela maioria de música folk disponível na imprensa durante o crescimento do renascimento.